# Maurice Ballerstedt
Maurice Ballerstedt (Berlín, 16 de enero de 2001) es un deportista alemán que compite en ciclismo en la modalidad de ruta. Ganó una medalla de oro en el Campeonato Europeo de Ciclismo en Ruta de 2022, en la prueba de contrarreloj por relevos mixtos sub-23.

## Medallero internacional
| Campeonato Europeo | Campeonato Europeo | Campeonato Europeo | Campeonato Europeo                     |
| Año                | Lugar              | Medalla            | Competición                            |
| ------------------ | ------------------ | ------------------ | -------------------------------------- |
| 2022               | Anadia (Portugal)  | Medalla de oro     | Contrarreloj por relevos mixtos sub-23 |

## Palmarés
2021
- Tour del Pays de Montbéliard, más 1 etapa

## Resultados en Grandes Vueltas
| Carrera | Carrera         | 2020 | 2021 | 2022 | 2023  | 2024  |
| ------- | --------------- | ---- | ---- | ---- | ----- | ----- |
|         | Giro de Italia  | —    | —    | —    | —     | —     |
|         | Tour de Francia | —    | —    | —    | —     | —     |
|         | Vuelta a España | —    | —    | —    | 143.º | 126.º |

| —: No participó | Ab: Abandono |